# New Pekin
New Pekin est une municipalité située dans le comté de Washington, dans l’État de l'Indiana, aux États-Unis. Lors du recensement de 2020, elle compte 1 323 habitants.